# Edmond van der Linden d'Hooghvorst
Jonkheer Edmond Emile Charles Antoine Ghislain van der Linden d'Hooghvorst (Saint-Georges-sur-Meuse, 6 oktober 1840 - Brussel, 5 mei 1890) was een Belgisch burgemeester en volksvertegenwoordiger.

## Biografie

### Familie
Jhr. Edmond van der Linden d'Hooghvorst was een telg uit de familie Van der Linden d'Hooghvorst. Hij was een zoon van jhr. Victor van der Linden d'Hooghvorst (1813-1847) en gravin Émilie d'Oultremont de Wégimont (1818-1878), in 1997 door paus Johannes Paulus II zalig verklaard. Zijn grootvaders waren baron Emmanuel van der Linden d'Hooghvorst, lid van het Voorlopig Bewind, en graaf Émile d'Oultremont, lid van het Nationaal Congres, senator en diplomaat. Baron Joseph van der Linden d'Hooghvorst, burgemeester van Brussel, lid van de Provinciale Staten van Zuid-Brabant en lid van het Nationaal Congres, was zijn grootoom. 
Hij trouwde in 1864 in Parijs met zijn nicht Marie-Louise Maret de Bassano (1846-1918), in 1853 dame du palais van de Franse keizerin Eugénie en na haar huwelijk in 1864 dame du palais van de Belgische koningin Marie-Henriette in België. Ze was de dochter van Napoléon Maret de Bassano (1803-1889), zoon van de vertrouweling van Napoleon Bonaparte, Hugues Maret, hertog van Bassano (1763-1839), en Pauline van der Linden d'Hooghvorst, hofdame van keizering Eugénie. Ze kregen zeven kinderen van wie in de mannelijke lijn alleen baron Victor van der Linden d'Hooghvorst (1878-1942) voor nakomelingen zorgde.

### Loopbaan
Van der Linden d'Hooghvorst werd in 1872 burgemeester van Resteigne, hetgeen hij bleef tot in 1889. In juni 1884 werd hij verkozen tot katholiek volksvertegenwoordiger voor het arrondissement Neufchâteau, als opvolger van Charles Bergh. Na zijn overlijden in 1890 werd hij opgevolgd door Winand Heynen. Hij vervulde dit mandaat tot aan zijn dood.